# 耶鲁大学捐赠基金
耶鲁大学捐赠基金是由耶鲁大学投资办公室管理的基金，也是世界第二大大学捐赠基金以及美国大學中表现最佳的校管基金之一。 该基金于1718年由耶鲁大学设立，基金設立時伊利胡·耶鲁給了該基金562英镑，這也是該基金的啟動資金。300年後該基金的價值已超過400亿美元。 